# Palazzo della Cavallerizza a Chiaia

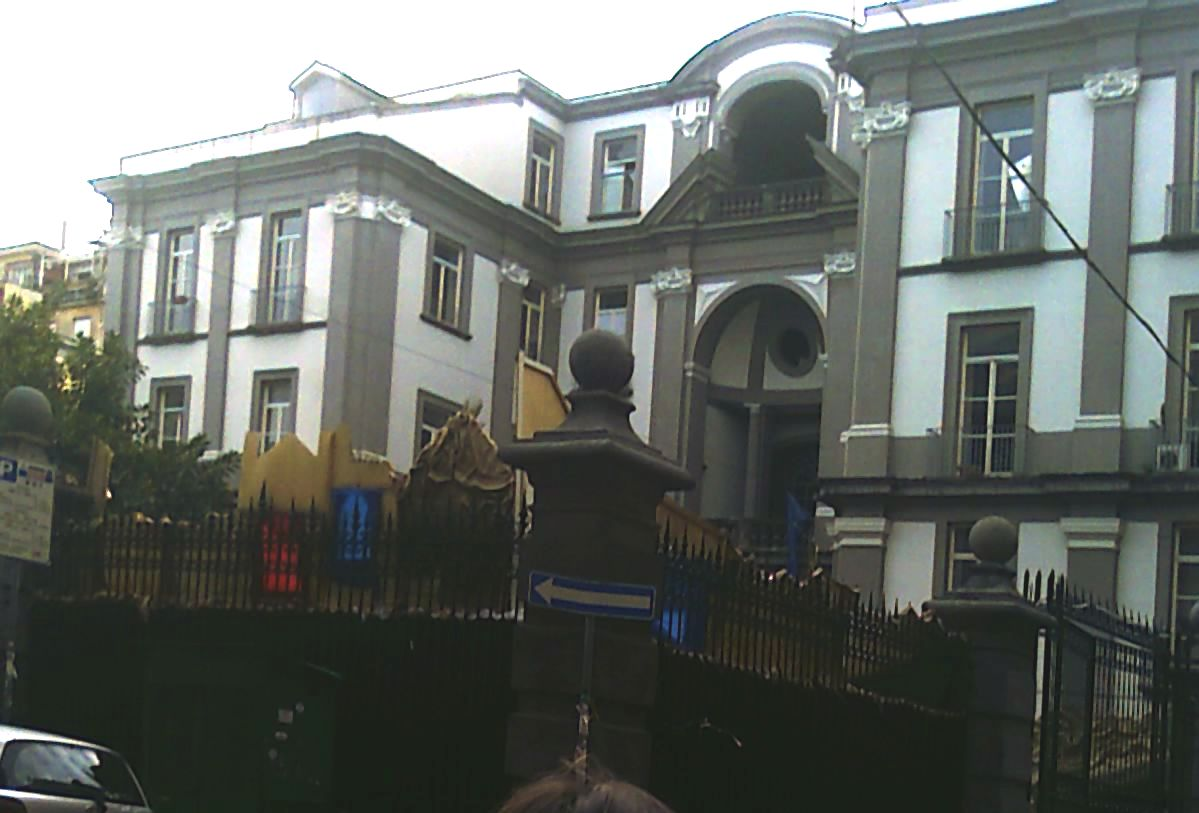
Palazzo della Cavallerizza a Chiaia, Fassade aus dem 18. Jahrhundert zum Largo Ferrandina.

Der Palazzo della Cavallerizza a Chiaia ist ein Palast aus dem 18. Jahrhundert im Viertel Chiaia von Neapel in der italienischen Region Kampanien. Er liegt am Largo Ferrandina, 1.

## Geschichte
Der Palast wurde im 18. Jahrhundert im Barockstil auf den Fundamenten des Landhauses von García de Toledo errichtet und dann als Kaserne für die Kavallerie umgebaut. In den 1930er-Jahren wurde der Komplex fast vollständig abgerissen, um Platz für zwei Schulen zu schaffen: Die Mittelschule „Tito Livio“ mit Eingang am Largo Ferrandina und das klassische Gymnasium „Umberto I.“ mit Eingang an der Piazza Amendola. In der ersten Hälfte der 1950er-Jahre diente das Gebäude als ziviles Wohnhaus.

## Beschreibung
Das Gebäude hat zwei Fassaden: Die Hauptfassade zeigt zur Piazza Amendola und ist sehr einfach gehalten; sie ist vertikal durch sieben vorspringende Trennwände unterbrochen. Die andere Fassade zeigt zum Largo Ferrandina gegenüber dem Palazzo Caracciolo di Torella aus dem 18. Jahrhundert; sie hat zwei vorspringende, seitliche Baukörper, die einen Mittelbau mit einer Exedra, gestützt durch Säulen, einrahmen.
Das Gebäude hat zwei Stockwerke und ein Zwischengeschoss und wird durch toskanische Pilaster im Erdgeschoss und durch ionische in Kolossalordnung im Obergeschoss geteilt. Über der Exedra erhebt sich ein Söller mit einem kleinen Aufsatz darüber.